# U.S. National Championships 1957
Gli U.S. National Championships 1957 (conosciuti oggi come US Open) sono stati la 77ª edizione degli U.S. National Championships e quarta prova stagionale dello Slam per il 1957. I tornei di singolare e doppio misto si sono disputati al West Side Tennis Club nel quartiere di Forest Hills di New York, quelli di doppio maschile e femminile al Longwood Cricket Club di Chestnut Hill, negli Stati Uniti.
Il singolare maschile è stato vinto dall'australiano Malcolm Anderson, che si è imposto sul connazionale Ashley Cooper col punteggio di 10–8, 7–5, 6–4. Il singolare femminile è stato vinto dalla statunitense Althea Gibson, che ha battuto in finale la connazionale Louise Brough Clapp. Nel doppio maschile si sono imposti Ashley Cooper e Neale Fraser. Nel doppio femminile hanno trionfato Louise Brough e Margaret Osborne duPont. Nel doppio misto la vittoria è andata a Althea Gibson, in coppia con Kurt Nielsen.

## Seniors

### Singolare maschile
Malcolm Anderson ha battuto in finale  Ashley Cooper con il punteggio di 10–8, 7–5, 6–4.

### Singolare femminile
Althea Gibson ha battuto in finale  Louise Brough Clapp con il punteggio di 6–3, 6–2.

### Doppio maschile
Ashley Cooper /  Neale Fraser hanno battuto in finale  Gardnar Mulloy /  Budge Patty con il punteggio di 4–6, 6–3, 9–7, 6–3.

### Doppio femminile
Louise Brough /  Margaret Osborne duPont hanno battuto in finale  Althea Gibson /  Darlene Hard con il punteggio di 6–2, 7–5.

### Doppio misto
Althea Gibson /  Kurt Nielsen hanno battuto in finale  Darlene Hard /  Bob Howe con il punteggio di 6–3, 9–7.